# Rubus fecundus
Rubus fecundus är en rosväxtart som beskrevs av Liberty Hyde Bailey. Rubus fecundus ingår i släktet rubusar, och familjen rosväxter. Inga underarter finns listade i Catalogue of Life.